# Luvly
Luvly AB es un proveedor y fabricante de automóviles sueco con sede en Estocolmo. Fundada en 2015, se especializa en tecnología para el diseño y producción eficientes de vehículos eléctricos ligeros.

## Historia
En 2015, tres empresarios suecos de Estocolmo, Håkan Lutz, Björn Lindblom y David Egertz, fundaron la startup Luvly centrada en el desarrollo de tecnologías de vehículos eléctricos dirigidas a las metrópolis europeas. 
Después de 8 años de trabajos de diseño y pruebas, a finales de abril de 2023, la empresa presentó un prototipo de un pequeño biplaza, el Luvly 0. Con un concepto inusual que llamó la atención de los medios globales, por llegar de una pequeña empresa sueca de la que no se había hablado anteriormente. El vehículo de 2,7 metros fue desarrollado con componentes livianos, que permitieron un peso total reducido de 380 kg. 
Un concepto principal e inusual de este fabricante respecto a la producción en masa prevista para sus vehículos, es el deseo de enviar al cliente los coches sin empaquetados sin ensamblar, desde la planta de producción principal. Los medios de comunicación percibieron esta idea como una analogía con cómo funciona la venta de muebles en la tienda sueca Ikea. Esta política, combinada con un diseño sencillo y ligero, permitirá la venta del Luvly de serie por un precio aproximado de 10.000 euros si la empresa consigue llevar el proyecto a producción.  Los elementos prefabricados ligeros también deberían poder sustituirse fácilmente en caso de daños. 

### Productos
- Luvly 0